# Los Núñez
Los Núñez is een plaats in het Argentijnse bestuurlijke gebied Río Hondo in de provincie Santiago del Estero. De plaats telt 348 inwoners.